# Howland Center (Ohio)
Howland Center es un lugar designado por el censo ubicado en el condado de Trumbull en el estado estadounidense de Ohio. Según el censo de 2020, tiene una población de 6351 habitantes.
A todos los efectos prácticos, la zona es un barrio de la ciudad de Warren y forma parte del área metropolitana de Youngstown-Warren-Boardman (comúnmente conocida como Mahoning Valley o Steel Valley).

## Geografía
Howland Center ubicado en las coordenadas 41°14′54″N 80°44′40″O / 41.24833, -80.74444. Según la Oficina del Censo de los Estados Unidos, tiene una superficie total de 10.5 km², correspondientes en su totalidad a tierra firme.

## Demografía
Según el censo de 2020, hay 6351 personas residiendo en la zona. La densidad de población es de 604.9 hab./km². El 89.80% de los habitantes son blancos, el 3.15% son afroamericanos, el 1.70% son asiáticos, el 0.13% son amerindios,el 0.05% son isleños del Pacífico, el 0.39% son de otras razas y el 4.79% son de una mezcla de razas. Del total de la población, el 1.76% son hispanos o latinos de cualquier raza.